# Copris fujiokai
Copris fujiokai är en skalbaggsart som beskrevs av Teruo Ochi och Masahiro Kon 1996. Copris fujiokai ingår i släktet Copris och familjen bladhorningar. Utöver nominatformen finns också underarten C. f. poringensis.